# Nancheng (köpinghuvudort i Kina, Jiangsu Sheng, lat 34,56, long 119,22)
Nancheng är en köpinghuvudort i Kina. Den ligger i provinsen Jiangsu, i den östra delen av landet, omkring 280 kilometer norr om provinshuvudstaden Nanjing. Antalet invånare är 6 996. Barn under 15 år utgör 18,0 %, vuxna 15-64 år 72 %, och äldre över 65 år 9,0 %.
Runt Nancheng är det tätbefolkat, med 613 invånare per kvadratkilometer. Närmaste större samhälle är Xinpu, 7,3 km nordväst om Nancheng. Trakten runt Nancheng består till största delen av jordbruksmark.
Genomsnittlig årsnederbörd är 1 098 millimeter. Den regnigaste månaden är juli, med i genomsnitt 341 mm nederbörd, och den torraste är januari, med 10 mm nederbörd.